# Doradite de Sclater
Pseudocolopteryx sclateri
Espèce
Statut de conservation UICN

 LC  : Préoccupation mineure
Le Doradite de Sclater (Pseudocolopteryx sclateri) est une espèce de passereau placée dans la famille des Tyrannidae.

## Illustrations
- Photos

## Répartition
Cet oiseau vit en Argentine, en Bolivie, au Brésil, au Guyana, au Paraguay, à Trinité-et-Tobago, en Uruguay et au Venezuela.

## Habitat
Son habitat est les zones de marais.